# International School of Kuala Lumpur

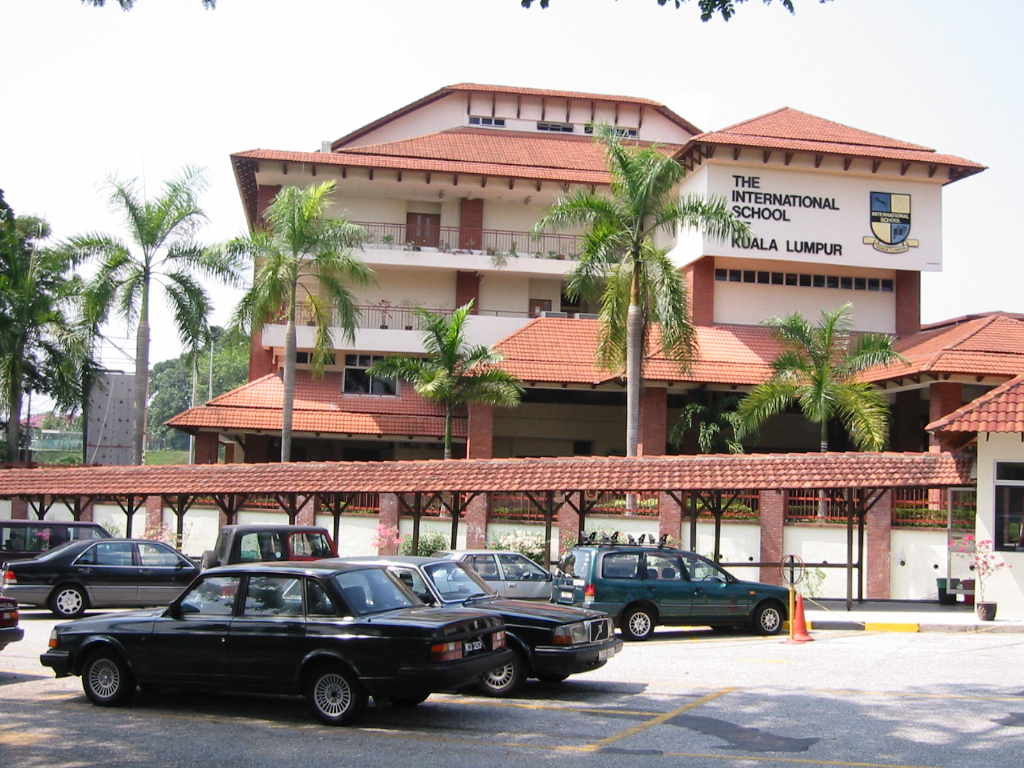
International School of Kuala Lumpur

Die im Jahre 1965 gegründete International School of Kuala Lumpur (kurz ISKL) in Ulu Kelang bei Kuala Lumpur, Malaysia, war die landesweit erste Schule mit amerikanischem Curriculum sowie die die erste voll akkreditierte internationale Schule in Malaysia.
Die von der United States Western Association of Schools and Colleges akkreditierte private Schule unterhält eine Elementary School (Klassen 1–5), eine Middle School (Klassen 6–8) und eine High School (Klassen 9–12).